# Juha Hirvi
Juha Petter Hirvi (ur. 25 marca 1960 w Kymi) – fiński strzelec sportowy. Srebrny medalista olimpijski z Sydney.
Specjalizował się w strzelaniu karabinowym. Brał udział w sześciu igrzyskach na przestrzeni 20 lat (IO 88, IO 92, IO 96, IO 00, IO 04, IO 08). W 2000 roku zajął drugie miejsce w trzech postawach na dystansie 50 metrów. Ponadto ma w dorobku m.in. dwa srebrne medale mistrzostw świata oraz krążki mistrzostw Europy.
W 2008 był chorążym ekipy Finlandii podczas ceremonii otwarcia igrzysk.